# Migliore portiere AIC

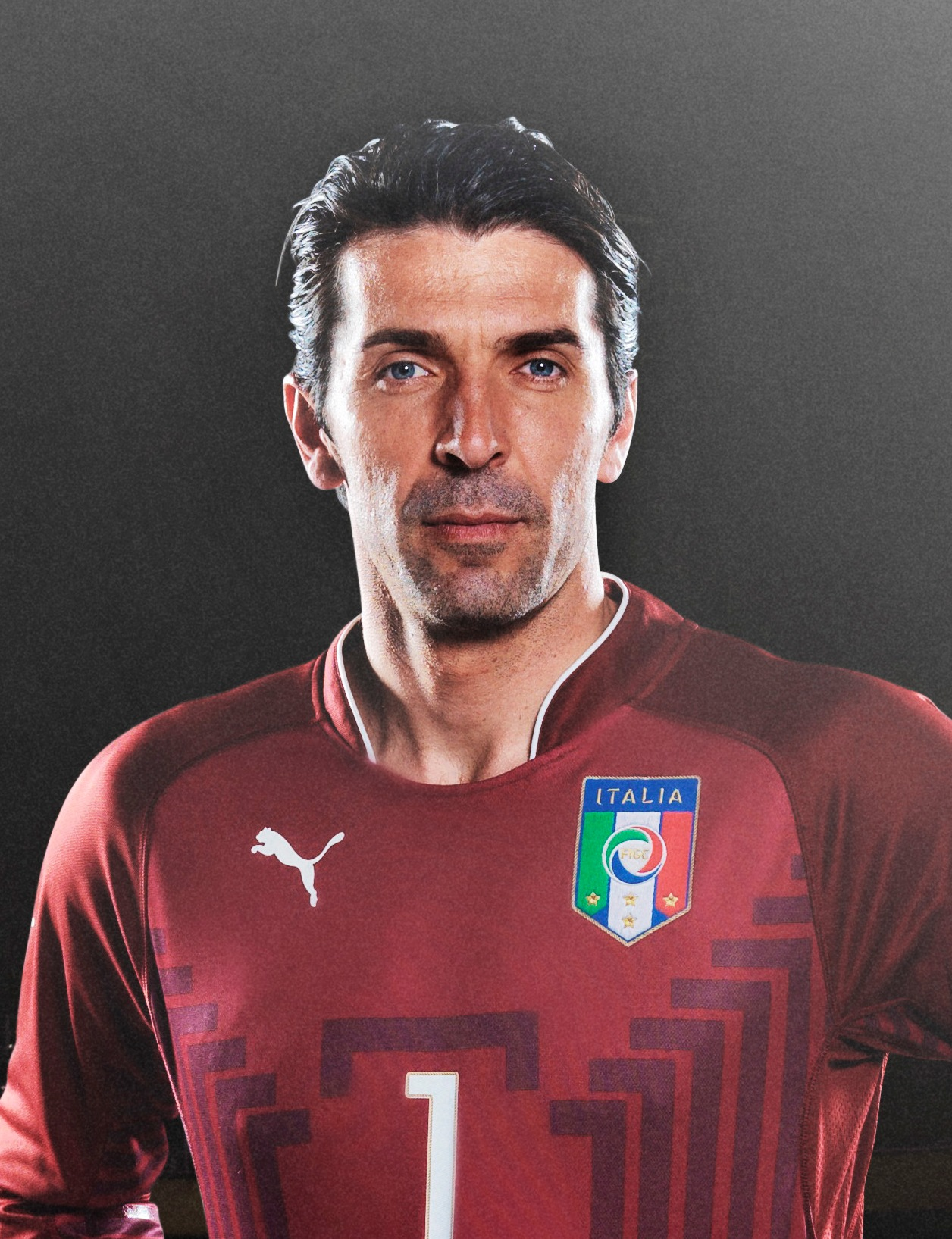
L'italiano Gianluigi Buffon, per 8 volte migliore portiere AIC.

Il titolo di Migliore portiere AIC era un premio sportivo, assegnato nella serata degli Oscar del calcio dall'Associazione Italiana Calciatori. Veniva scelto un calciatore che militasse nel campionato di calcio italiano di Serie A che si fosse distinto nella stagione calcistica precedente per le sue positive prestazioni nel ruolo di portiere.
Dal 2011 non viene più assegnato un riconoscimento specifico al miglior portiere, anche se viene stilata una formazione ideale nella quale figura un solo estremo difensore.

## Albo d'oro
| Anno          | Piazzamento | Giocatore          | Squadra    |
| ------------- | ----------- | ------------------ | ---------- |
| 1997 Dettagli | Vincitore   | Angelo Peruzzi     | Juventus   |
| 1997 Dettagli | Nomination  | Gianluigi Buffon   | Parma      |
| 1997 Dettagli | Nomination  | Gianluca Pagliuca  | Inter      |
| 1998 Dettagli | Vincitore   | Angelo Peruzzi     | Juventus   |
| 1998 Dettagli | Nomination  | Gianluigi Buffon   | Parma      |
| 1998 Dettagli | Nomination  | Gianluca Pagliuca  | Inter      |
| 1999 Dettagli | Vincitore   | Gianluigi Buffon   | Parma      |
| 1999 Dettagli | Nomination  | Christian Abbiati  | Milan      |
| 1999 Dettagli | Nomination  | Francesco Toldo    | Fiorentina |
| 2000 Dettagli | Vincitore   | Francesco Toldo    | Fiorentina |
| 2000 Dettagli | Nomination  | Sébastien Frey     | Verona     |
| 2000 Dettagli | Nomination  | Angelo Peruzzi     | Inter      |
| 2001 Dettagli | Vincitore   | Gianluigi Buffon   | Parma      |
| 2001 Dettagli | Nomination  | Francesco Toldo    | Fiorentina |
| 2001 Dettagli | Nomination  | Ivan Pelizzoli     | Atalanta   |
| 2002 Dettagli | Vincitore   | Gianluigi Buffon   | Juventus   |
| 2002 Dettagli | Nomination  | Angelo Peruzzi     | Lazio      |
| 2002 Dettagli | Nomination  | Francesco Toldo    | Inter      |
| 2003 Dettagli | Vincitore   | Gianluigi Buffon   | Juventus   |
| 2003 Dettagli | Nomination  | Morgan De Sanctis  | Udinese    |
| 2003 Dettagli | Nomination  | Francesco Toldo    | Inter      |
| 2004 Dettagli | Vincitore   | Gianluigi Buffon   | Juventus   |
| 2004 Dettagli | Nomination  | Nelson Dida        | Milan      |
| 2004 Dettagli | Nomination  | Morgan De Sanctis  | Udinese    |
| 2005 Dettagli | Vincitore   | Gianluigi Buffon   | Juventus   |
| 2005 Dettagli | Nomination  | Nelson Dida        | Milan      |
| 2005 Dettagli | Nomination  | Morgan De Sanctis  | Udinese    |
| 2006 Dettagli | Vincitore   | Gianluigi Buffon   | Juventus   |
| 2006 Dettagli | Nomination  | Marco Amelia       | Livorno    |
| 2006 Dettagli | Nomination  | Angelo Peruzzi     | Lazio      |
| 2007 Dettagli | Vincitore   | Angelo Peruzzi     | Lazio      |
| 2007 Dettagli | Nomination  | Júlio César        | Inter      |
| 2007 Dettagli | Nomination  | Sébastien Frey     | Fiorentina |
| 2008 Dettagli | Vincitore   | Gianluigi Buffon   | Juventus   |
| 2008 Dettagli | Nomination  | Júlio César        | Inter      |
| 2008 Dettagli | Nomination  | Sébastien Frey     | Fiorentina |
| 2009 Dettagli | Vincitore   | Júlio César        | Inter      |
| 2009 Dettagli | Nomination  | Gianluigi Buffon   | Juventus   |
| 2009 Dettagli | Nomination  | Federico Marchetti | Cagliari   |
| 2010 Dettagli | Vincitore   | Júlio César        | Inter      |
| 2010 Dettagli | Nomination  | Morgan De Sanctis  | Napoli     |
| 2010 Dettagli | Nomination  | Salvatore Sirigu   | Palermo    |

## Vincitori
- 8 Oscar
  - Gianluigi Buffon

- 3 Oscar
  - Angelo Peruzzi

- 2 Oscar
  - Júlio César

- 1 Oscar
  - Francesco Toldo

## Calciatori con più nomination
- 11 nomination
  - Gianluigi Buffon (8)

- 6 nomination
  - Angelo Peruzzi (3)

- 5 nomination
  - Francesco Toldo (1)

- 4 nomination
  - Júlio César (2)

- 3 nomination
  - Morgan De Sanctis, Sébastien Frey (0)

- 2 nomination
  - Gianluca Pagliuca (0), Nelson Dida (0)

*tra parentesi gli Oscar vinti

## Classifica per club
| Club           | Calciatori | Totale |
| -------------- | ---------- | ------ |
| Juventus       | 2          | 8      |
| Parma          | 1          | 2      |
| Internazionale | 1          | 2      |
| Fiorentina     | 1          | 1      |
| Lazio          | 1          | 1      |